# 圣母安息主教座堂 (莫斯科)
圣母安息主教座堂（俄語：Успенский Собор，羅馬化：Uspensky Sobor，又译：圣母升天大教堂）是一座东正教教堂，位于俄罗斯莫斯科克里姆林宫内大教堂广场的北侧，一条窄巷将其与北面的十二使徒教堂 (莫斯科)分隔开。西南面是伊凡大帝钟楼。在教堂的西南，也有一个狭窄的通道，隔开了多稜宮。此教堂被视为莫斯科大公国的母堂。

## 历史
其目前的教堂，是在1475年至1479年，莫斯科大公伊凡三世委托意大利建筑师菲奥拉万蒂所建。从1547年到1896年，俄国历代君主加冕仪式在此隆重举行。此外，俄罗斯正教会大部分牧首和莫斯科都主教都安葬于此。